# Saccharissa alcocki
Saccharissa alcocki är en stekelart som beskrevs av John M. Heraty 2002. Saccharissa alcocki ingår i släktet Saccharissa och familjen Eucharitidae. Inga underarter finns listade i Catalogue of Life.